# Президиум Боснии и Герцеговины
Президентство Боснии и Герцеговины (босн. и хорв. Predsjedništvo Bosne i Hercegovine, серб. Предсједништво Босне и Херцеговине), на русском языке традиционно именуемое Президиум — коллективный высший орган исполнительной власти, аналогичный посту главы государства.

## Состав
Согласно V статье конституции, Президентство состоит из трёх членов, избираемых одновременно на четыре года (до 2000 года — на два года):
- Один бошняк и один хорват — от Федерации Боснии и Герцеговины;
- Один серб — от Республики Сербской.

## Председатель Президентства
Возглавляет Президентство Председатель (босн. и хорв. Predsjedavajući Predsjedništva Bosne i Hercegovine, серб. Предсједавајући Предсједништва Босне и Херцеговине), которым после выборов становится член Президентства, набравший наибольшее число голосов, с последующей ротацией каждые 8 месяцев, что обеспечивает равенство национальностей (принцип ротации был установлен в 1998 году).

## Полномочия
К полномочиям Президентства относятся:
- Проведение внешней политики Боснии и Герцеговины
- Назначение послов и иных международных представителей (не больше двух третей которых представляет ФБиГ)
- Исполнение представительских функций
- Внесение в Парламент Боснии и Герцеговины годового бюджета (по рекомендации Совета министров Боснии и Герцеговины)

## Процедура принятия решения и право вето
Решения Президентства принимаются большинством голосов, однако каждый его член имеет право вето, для чего он должен в 3-дневный срок передать своё мнение по спорному вопросу на рассмотрение парламента представляемой им республики и получить там поддержку 2/3 депутатов.

## Контроль со стороны Верховного представителя
Верховный представитель по Боснии и Герцеговине (англ. High Representative for Bosnia and Herzegovina), обеспечивающий выполнение Дейтонских соглашений, полномочия которого были определены в 1997—1998 годах Советом по выполнению Мирного соглашения (англ. Peace Implementation Council), обладает правом отрешать от должности любое должностное лицо Боснии и Герцеговины, включая членов Президентства, за деятельность, противоречащую мирному соглашению. Верховные представители неоднократно использовали это право. Вакансии, образовавшиеся при этом, как и в других случаях, замещались лицами, избранными Парламентской ассамблеей Боснии и Герцеговины.
Так, 7 марта 2001 года был отстранён хорват Анте Елавич, замещённый Йозо Крижановичем. 9 мая 2005 года были прекращены полномочия хорвата Драгана Човича, замещённого Миро Иво Йовичем. Серб Мирко Шарович 2 апреля 2003 года подал в отставку под угрозой отстранения с поста решением Верховного представителя, обвиняющего его в причастности к нарушениям оружейного эмбарго в отношении Ирака.

## Список членов Президентства

### Члены Президентства от босняков
| #  | Портрет         | Имя                                                  | Начало полномочий | Конец полномочий               | Партия                                             | Выборы                         |
| -- | --------------- | ---------------------------------------------------- | ----------------- | ------------------------------ | -------------------------------------------------- | ------------------------------ |
| Б1 |                 | Алия Изетбегович (1925—2003) босн. Alija Izetbegović | 5 октября 1996    | 13 октября 1998                | Партия демократического действия                   | 1996 730,592 голосов (31,6 %)  |
| Б1 | 13 октября 1998 | Алия Изетбегович (1925—2003) босн. Alija Izetbegović | 14 октября 2000   | 1998 511,541 голосов (30,4 %)  | Партия демократического действия                   |                                |
| Б2 |                 | Халид Геньяц (1958—) босн. Halid Genjac              | 14 октября 2000   | 30 января 2001                 | Партия демократического действия                   | [ 5 ]                          |
| Б3 |                 | Бериз Белкич (1946—2023) босн. Beriz Belkić          | 30 января 2001    | 28 октября 2002                | За Боснию и Герцеговину                            | [ 5 ]                          |
| Б4 |                 | Сулейман Тихич (1951—2014) босн. Sulejman Tihić      | 28 октября 2002   | 6 ноября 2006                  | Партия демократического действия                   | 2002 192,661 голосов (15,9 %)  |
| Б5 |                 | Харис Силайджич (1945—) босн. Haris Silajdžić        | 6 ноября 2006     | 10 ноября 2010                 | За Боснию и Герцеговину                            | 2006 350,520 голосов (62,8 %)  |
| Б6 |                 | Бакир Изетбегович (1956—) босн. Bakir Izetbegović    | 10 ноября 2010    | 17 ноября 2014                 | Партия демократического действия                   | 2010 162,831 голосов (34,86 %) |
| Б6 | 17 ноября 2014  | Бакир Изетбегович (1956—) босн. Bakir Izetbegović    | 20 ноября 2018    | 2014 247,235 голосов (32.87 %) | Партия демократического действия                   |                                |
| Б7 |                 | Шефик Джаферович (1957—) босн. Šefik Džaferović      | 20 ноября 2018    | 16 ноября 2022                 | Партия демократического действия                   | 2018 212,581 голосов (36.61 %) |
| Б8 |                 | Денис Бечирович (1975—) босн. Denis Bećirović        | 16 ноября 2022    | действующий                    | Социал-демократическая партия Боснии и Герцеговины | 2022 330,238 голосов (57.37 %) |

### Члены Президентства от сербов
| #  | Портрет        | Имя                                                  | Начало полномочий | Конец полномочий               | Партия                             | Выборы                         |
| -- | -------------- | ---------------------------------------------------- | ----------------- | ------------------------------ | ---------------------------------- | ------------------------------ |
| С1 |                | Момчило Краишник (1945—2020) серб. Момчило Крајишник | 5 октября 1996    | 13 октября 1998                | Сербская демократическая партия    | 1996 690,646 голосов (29,9 %)  |
| С2 |                | Живко Радишич (1937—2021) серб. Живко Радишић        | 13 октября 1998   | 28 октября 2002                | Социалистическая партия            | 1998 359,937 голосов (21,4 %)  |
| С3 |                | Мирко Шарович (1956—) серб. Мирко Шаровић            | 28 октября 2002   | 2 апреля 2003                  | Сербская демократическая партия    | 2002 180,212 голосов (14,9 %)  |
| С4 |                | Борислав Паравац (1943—) серб. Борислав Паравац      | 2 апреля 2003     | 6 ноября 2006                  | Сербская демократическая партия    | [ 5 ]                          |
| С5 |                | Небойша Радманович (1949—) серб. Небојша Радмановић  | 6 ноября 2006     | 10 ноября 2010                 | Союз независимых социал-демократов | 2006 287,675 голосов (53,3 %)  |
| С5 | 10 ноября 2010 | Небойша Радманович (1949—) серб. Небојша Радмановић  | 17 ноября 2014    | 2010 295,629 голосов (48,92 %) | Союз независимых социал-демократов |                                |
| С6 |                | Младен Иванич (1958—) серб. Младен Иванић            | 17 ноября 2014    | 20 ноября 2018                 | Партия демократического прогресса  | 2014 318,196 голосов (48,71 %) |
| C7 |                | Милорад Додик (1959—) серб. Милорад Додик            | 20 ноября 2018    | 16 ноября 2022                 | Союз независимых социал-демократов | 2018 368,210 голосов (53.88 %) |
| C8 |                | Желька Цвиянович (1967—) серб. Жељка Цвијановић      | 16 ноября 2022    | действующий                    | Союз независимых социал-демократов | 2022 327,720 голосов (51.65 %) |

### Члены Президентства от хорватов
| #  | Портрет               | Имя                                               | Начало полномочий | Конец полномочий               | Партия                                                      | Выборы                         |
| -- | --------------------- | ------------------------------------------------- | ----------------- | ------------------------------ | ----------------------------------------------------------- | ------------------------------ |
| Х1 |                       | Крешимир Зубак (1947—) хорв. Krešimir Zubak       | 5 октября 1996    | 13 октября 1998                | Хорватское демократическое содружество Боснии и Герцеговины | 1996 330,477 голосов (14,3 %)  |
| Х2 |                       | Анте Елавич (1963—) хорв. Ante Jelavić            | 13 октября 1998   | 7 марта 2001                   | Хорватское демократическое содружество Боснии и Герцеговины | 1998 189,438 голосов (11,3 %)  |
| Х3 |                       | Йозо Крижанович (1944—2009) хорв. Jozo Križanović | 7 марта 2001      | 5 октября 2002                 | Социал-демократическая партия Боснии и Герцеговины          | [ 5 ]                          |
| Х4 |                       | Драган Чович (1956—) хорв. Dragan Čović           | 5 октября 2002    | 9 мая 2005                     | Хорватское демократическое содружество Боснии и Герцеговины | 2002 114,606 голосов (9,5 %)   |
| Х5 |                       | Миро Иво Йович (1950—) хорв. Ivo Miro Jović       | 9 мая 2005        | 6 ноября 2006                  | Хорватское демократическое содружество Боснии и Герцеговины | [ 5 ]                          |
|    |                       | Желько Комшич (1964—) хорв. Željko Komšić         | 6 ноября 2006     | 10 ноября 2010                 | Социал-демократическая партия Боснии и Герцеговины          | 2006 116,062 голосов (40,0 %)  |
| X6 | независимый           | Желько Комшич (1964—) хорв. Željko Komšić         | 6 ноября 2006     | 10 ноября 2010                 |                                                             | 2006 116,062 голосов (40,0 %)  |
| X6 | независимый           | Желько Комшич (1964—) хорв. Željko Komšić         | 10 ноября 2010    | 17 ноября 2014                 | 2010 337,065 голосов (60,61 %)                              |                                |
|    | Демократический фронт | Желько Комшич (1964—) хорв. Željko Komšić         | 10 ноября 2010    | 17 ноября 2014                 | 2010 337,065 голосов (60,61 %)                              |                                |
| Х7 |                       | Драган Чович (1956—) хорв. Dragan Čović           | 17 ноября 2014    | 20 ноября 2018                 | Хорватское демократическое содружество Боснии и Герцеговины | 2014 128,053 голосов (52,2 %)  |
| X8 |                       | Желько Комшич (1964—) хорв. Željko Komšić         | 20 ноября 2018    | 16 ноября 2022                 | Демократический фронт                                       | 2018 225,500 голосов (52.64 %) |
| X8 | 16 ноября 2022        | Желько Комшич (1964—) хорв. Željko Komšić         | действующий       | 2022 227,540 голосов (55.80 %) | Демократический фронт                                       |                                |